# Рио Гранде (река у Бразилу)
Рио Гранде (порт. Rio Grande) је река у југоисточном делу Бразила (савезна држава Минас Жераис).
Река је дугачка око 1.360 km. Површина њеног слива износи скоро 170.000 km². После спајања са реком Паранаиба ствара реку Парану. Рио Гранде извире у планинама Сера да Мантеквиера (Serra da Mantiqueira). Главне притоке су јој река Пардо и Сапукај.
У средњем току (до 209. километра) река је пловна. У доњем току на реци се јављају бројни водопади. Средњи проток воде износи око 2.000 m³/s. На реци Рио Гранде је саграђено неколико хидроелектрана.